# 马尔西陨石坑
马尔西陨石坑(Marci)是月球背面北半球上的一座小撞击坑，其名称取自捷克波希米亚医生及科学家扬·马库斯·马尔奇(Jan Marcus Marci，1595年–1667年)，1970年被国际天文联合会正式批准接受。

## 描述
该陨坑西侧毗邻摩尔斯环形山；西北坐落着菲茨杰拉德环形山；杰克逊环形山和麦克马思环形山分别位于它的东面和东南。该环形山的中心月面坐标为22°14′N 167°34′W / 22.23°N 167.57°W，直径24.5公里，深度1.9公里。
马尔西陨石坑是一座碗状的圆形撞击坑，南北二侧略向外鼓出，几乎未受到后续撞击的侵蚀。陨坑外侧壁较平缓，东北侧坑沿略有下凹，而内侧坡面极为平整。坑壁平均高出周边地形850米，内部容积400公里³。坑底地表平坦，面积约为坑口直径的一半，地表无典型的地貌特征。该陨坑位于环杰克逊环形山的射纹系统内；在它北面伸展着一串长达100公里的纤细链坑和数百座正对着杰克逊环形山的小撞击坑。

## 卫星陨石坑

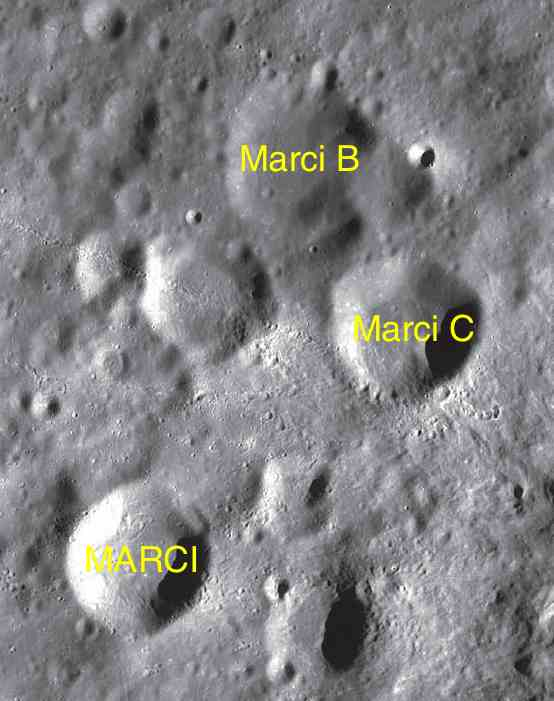
LAC-51 月面地图.

按惯例，最靠近马尔西陨石坑的卫星坑在月图上以字母标注在该坑中心点的旁边。
| 马尔西 | 纬度    | 经度     | 直径    |
| ------ | ------- | -------- | ------- |
| B      | 25.2° N | 166.3° W | 28 公里 |
| C      | 24.3° N | 165.4° W | 26 公里 |